# Красное (Краснинский район, Липецкая область)
Кра́сное — село, центр Краснинского района Липецкой области. Центр Краснинского сельсовета. Расположено на железнодорожной линии Елец — Лебедянь (станция Лутошкино).

## География
Находится в северо-западной части Липецкой области, в лесостепной зоне.

### Климат
Климат характеризуются как умеренно континентальный, с умеренно холодной продолжительной зимой и тёплым летом. Средняя температура воздуха самого холодного месяца (января) — −9,5 °C; самого тёплого месяца (июля) — 19 °C. Вегетационный период длится в среднем 180 дней. Среднегодовое количество атмосферных осадков варьирует в пределах от 500 до 531 мм, из которых около 70 % выпадает в тёплый период в виде дождя.

## История
Возникло в середине XVII века. Первые сведения о Красном относятся к 1678 году и содержатся в переписной книге Елецкого уезда, где упоминается находящаяся в Бруслановском стане «деревня Красная за Красным лесом» и перечисляются 23 двора населяющих её жителей.
По переписи 1716 года в селе Красном проживало в 25 дворах 78 человек.
В конце XVII века в деревне Красной была построена деревянная церковь Владимирской Богородицы, и Красное становится селом.
Каменную тёплую церковь во имя Владимирской Божией Матери с приделом Дмитрия Солунского построили в 1840 году на средства помещика В. К. Наумова и прихожан. В 1858 году частично перестроена, трапезная перестраивалась в 1890 году. Арочная звонница с луковичной главкой над притвором возведена в конце XIX века. Была частично разрушена в советские годы, отсутствовали главы, заложены и перебиты оконные проёмы, имелись позднейшие пристройки, и использовалась под клуб. Сейчас в Красном восстановлена Владимирская церковь, но до наших дней здание дошло в изменённом виде.
В 1893 году штат церкви состоял из священника, диакона и псаломщика. Священник — Михаил Фёдорович Болховитянов, 38 лет, рукоположён 28 июля 1880 года, диакон — Стефан Игнатьевич Дубровский, 51 года, рукоположён 26 декабря 1885 года, псаломщик — Егор Иванович Казанский, в должности с 1862 года.
Краснинский район, ранее Елецкий уезд Орловской губернии и Лебедянский уезд Тамбовской губернии. Уезд образован в 1778 году в составе Орловского наместничества (с 1796 года — Орловской губернии). Елецкий уезд существовал, как административно-территориальная единица в составе Орловской губернии в 1778—1928.

Главная площадь Красного

В 1960—1970-х годах областной отдел по архитектуре отклонил предложение краснинского райкома КПСС строить в единственном сквере Дом культуры. Для этого намечалось вырубить все деревья. Для ДК отвели другое место, что позволило создать там общественную площадь.
В 1995 году в состав села включена деревня Отрадовка.

## Население
| 1939  | 1959  | 1970  | 1979  | 1989  | 2002  | 2010  |
| ----- | ----- | ----- | ----- | ----- | ----- | ----- |
| 2325  | ↘2045 | ↗3116 | ↗3881 | ↗4338 | ↘4057 | ↘3832 |
| 2021  |       |       |       |       |       |       |
| ↘3634 |       |       |       |       |       |       |

## Достопримечательности
В центре села расположена площадь Ленина с памятником Ленину, парк Славы (с памятником Скорбящей Матери), Владимирская церковь.

## Инфраструктура
Личное подсобное хозяйство с зоной сельскохозяйственного использования, индивидуальная застройка усадебного типа.
ДЮСШ, средняя школа.

## Транспорт
автостанция Красное